# 德意志民主共和国元帅
德意志民主共和国元帅（Marschall der Deutschen Demokratischen Republik）是德意志民主共和国之國家人民軍的最高军衔。从未有任何人被授予该军衔，1989年，该军衔被废除。

## 历史
德意志民主共和国国务委员会于1982年3月25日设立“德意志民主共和国元帅”军衔，但从未有人获颁此军衔。国务委员会规定，若有将官取得了非凡的军事成就，那么便可将其军衔晋升至此级别。东德元帅头衔是东德当局仿效苏联最高军衔——苏联元帅——设计的。
有资料称该军衔只会在战争时期授予，其设立也是华沙条约组织改革的结果，而且在战时，东德元帅的职责是指挥集團軍群作战，此集团军群囊括了所有东德武装力量，包括德国人民警察以及史塔西。在华约组织内部进行改革之前，所有东德武装力量都直接受苏联军方指挥。
1989年11月，东德国防部代理部长特奥多尔·霍夫曼海军上将下令废除了元帅军衔。